# Kontiosaari (ö i Finland, Norra Karelen, Joensuu, lat 63,00, long 30,06)
Kontiosaari är en ö i Finland. Den ligger i sjön Pielisjärvi och i kommunen Joensuu i den ekonomiska regionen  Joensuu ekonomiska region  och landskapet Norra Karelen, i den sydöstra delen av landet, 400 km nordost om huvudstaden Helsingfors. Öns area är 2,7 hektar och dess största längd är 290 meter i sydväst-nordöstlig riktning.